# 宪法暗沙
宪法暗沙位于南中国海中沙群岛东北部，黄岩岛以北约90海里，为一座深海海山，隐没在海面以下。1935年公布的名称为“特鲁路滩”（Truro Shoal）。1947年12月1日，时值中華民國即将行憲之际，內政部核定公布南海各島名稱:8463-8464，为纪念行憲，该海山被命名为“宪法暗沙”。
1949年中華人民共和國成立。1983年，中華人民共和國政府公布名称仍为“宪法暗沙”。